# Abu jezik
Abu jezik (ISO 639-3: ado), jezik porodice Sepik-Ramu koji se govori u provincijama Madang i East Sepik u Papui Novoj Gvineji.
Postoje tri dijalekta koji se govore u krajevima između rijeka Ramu, Sepik i Angoram: Abu s 3 300 govornika; Sabu s 820 govornika; i Auwa koji je možda poseban jezik. Govornici se služe i jezikom Tok Pisin [tpi].

## Vanjske poveznice
- Ethnologue (14th)
- Ethnologue (15th)
- The Abu Language